# Dicrobomolochus
Dicrobomolochus is een geslacht van eenoogkreeftjes uit de familie van de Bomolochidae. De wetenschappelijke naam van het geslacht is voor het eerst geldig gepubliceerd in 1969 door Vervoort.

## Soorten
- Dicrobomolochus eminens (Wilson C.B., 1911)